# ایوانو بالیچ
ایوانو بالیچ (کرواتی: Ivano Balić؛ زادهٔ ۱ آوریل ۱۹۷۹) یک بازیکن سابق و مربی هندبال اهل کرواسی است.
از افتخارات وی میتوان به کسب مدال طلا هندبال در بازی‌های المپیک تابستانی ۲۰۰۴ و مدال برنز هندبال در بازی‌های المپیک تابستانی ۲۰۱۲ اشاره کرد.